# Yin Kai
Yin Kai (chinesisch 尹凯, Pinyin Yǐn Kǎi; * 8. November 1976) ist ein ehemaliger  chinesischer Eishockeyspieler, der unter anderem bei China Dragon in der Asia League Ice Hockey spielte.

## Karriere
Yin Kai begann seine Karriere als Eishockeyspieler beim regionalen Team in Harbin, für das er seit 1996 in der Chinesischen Eishockeyliga antrat und dort 1999, 2002, 2003 und 2005 Landesmeister wurde. Seit 2005 spielte er mit der Mannschaft, die sich 2006 in Hosa Ice Hockey Team umbenannte, in der Asia League Ice Hockey. Als sich sein Team mit der Pekinger Mannschaft Changchun Fuao zusammenschloss, erhielt auch Fu beim Fusionsprodukt China Sharks in Shanghai einen Vertrag. Dort spielte er auch, nachdem sich die Mannschaft in China Dragon umbenannte, bis er 2010 seine Karriere beendete.

### International
Yin nahm für China zunächst an den C-Weltmeisterschaften 1997, 1998, 1999 und 2000 teil. Nach der Umstellung auf das heutige Divisionensystem spielte er bei den Weltmeisterschaften der Division I 2001, 2002 und 2007 sowie der Division II 2004, 2006 und 2010. Zudem vertrat er seine Farben bei der Olympiaqualifikation für die Winterspiele 2006 in Turin.
Bei der U20-Weltmeisterschaft war er Assistenztrainer der chinesischen Auswahl in der Division II.

## Erfolge und Auszeichnungen
- 1999 Chinesischer Meister mit der Mannschaft aus Harbin
- 2000 Aufstieg in die Division I bei der C-Weltmeisterschaft
- 2002 Chinesischer Meister mit der Mannschaft aus Harbin
- 2003 Chinesischer Meister mit der Mannschaft aus Harbin
- 2004 Aufstieg in die Division I bei der Weltmeisterschaft der Division II, Gruppe A
- 2005 Chinesischer Meister mit der Mannschaft aus Harbin
- 2006 Aufstieg in die Division I bei der Weltmeisterschaft der Division II, Gruppe B

## Asia-League-Statistik
(Stand: Ende der Saison 2009/10)